# Boomknobbelspin
De boomknobbelspin of veelknobbelspin (Gibbaranea gibbosa) is een spinnensoort uit de familie wielwebspinnen.
De vrouwtjes worden 4 tot 7 mm groot, de mannetjes 4 tot 5. Aan de voorkant van het achterlijf zitten twee knobbels. Het achterlijf is groen, grijs of lichtbruin. Deze spin is te vinden op bomen en in struiken. De soort komt voor in Europa tot Azerbeidzjan.